# Бозрудашт
Бозрудашт (перс. بزرودشت) — село в Ірані, у дегестані Челав, у Центральному бахші, шагрестані Амоль остану Мазендеран. За даними перепису 2006 року, його населення становило 14 осіб, що проживали у складі 4 сімей.

## Клімат
Середня річна температура становить 7,45 °C, середня максимальна – 23,29 °C, а середня мінімальна – -8,62 °C. Середня річна кількість опадів – 210 мм.
| Клімат поселення                              | Клімат поселення | Клімат поселення | Клімат поселення | Клімат поселення | Клімат поселення | Клімат поселення | Клімат поселення | Клімат поселення | Клімат поселення | Клімат поселення | Клімат поселення | Клімат поселення | Клімат поселення |
| Показник                                      | Січ.             | Лют.             | Бер.             | Квіт.            | Трав.            | Черв.            | Лип.             | Серп.            | Вер.             | Жовт.            | Лист.            | Груд.            |                  |
| Середній максимум, °C                         | 0,63             | 1,41             | 4,26             | 11,01            | 16,19            | 20,28            | 23,29            | 22,91            | 19,34            | 13,87            | 8,35             | 3,46             |                  |
| Середня температура, °C                       | −3,99            | −3,22            | −0,37            | 6,39             | 11,56            | 15,66            | 18,64            | 18,28            | 14,71            | 9,21             | 3,71             | −1,2             |                  |
| Середній мінімум, °C                          | −8,62            | −7,84            | −4,99            | 1,78             | 6,94             | 11,04            | 14,00            | 13,64            | 10,07            | 4,59             | −0,94            | −5,84            |                  |
| Норма опадів, мм                              | 23               | 25               | 39               | 29               | 27               | 8                | 6                | 4                | 3                | 12               | 15               | 19               |                  |
| Середньомісячна швидкість вітру, м/с          | 1.43             | 2.02             | 2.77             | 2.79             | 2.65             | 2.36             | 2.23             | 2.03             | 1.97             | 1.98             | 1.74             | 1.46             |                  |
| Середньомісячна сонячна радіація, кДж/м²·день | 9194             | 11969            | 14605            | 18005            | 21657            | 25375            | 25272            | 23382            | 19899            | 14678            | 10860            | 8837             |                  |
| --------------------------------------------- | ---------------- | ---------------- | ---------------- | ---------------- | ---------------- | ---------------- | ---------------- | ---------------- | ---------------- | ---------------- | ---------------- | ---------------- | ---------------- |
| Джерело:                                      |                  |                  |                  |                  |                  |                  |                  |                  |                  |                  |                  |                  |                  |